# سيرجيو باولينيو
سيرجيو باولينيو (بالبرتغالية: Sérgio Paulinho‏) ولد بتأريخ 26 مارس 1980 في البرتغال، هو دراج برتغالي في صنف سباق الدراجات على الطريق. شارك في دورة الألعاب الأولمبية الصيفية وفاز بميدالية أولمبية.

## سجل النتائج

### سباقات أو مراحل فاز بها
- طواف فرنسا
- طواف إسبانيا

## الميداليات
| الميدالية | المسابقة                       |
| --------- | ------------------------------ |
| فضية      | الألعاب الأولمبية الصيفية 2004 |

## روابط خارجية
- سيرجيو باولينيو على موقع الاتحاد الدولي للدراجات (الإنجليزية)
- سيرجيو باولينيو على موقع أرشيف الدراجات (الإنجليزية)
- سيرجيو باولينيو على موقع إحصائيات الدراجات الإحترافية (الإنجليزية)
- سيرجيو باولينيو على موقع نسبة الدراجات (الإنجليزية)
- سيرجيو باولينيو على موقع CycleBase (الإنجليزية)
- سيرجيو باولينيو على موقع أوليمبيديا (الإنجليزية)